# Natalia Oreiro
Natalia Oreiro, urugvajska pevka in igralka, * 19. maj 1977, Montevideo, Urugvaj.
Že ko je bila stara 8 let je nastopala v gledališču, pri dvanajstih letih pa je že nastopala v reklamah. Tako je v svojih nastniških letih nastopila v več kot 30 TV reklamah, med drugimi tudi za Coca Colo, Pepsi in Johnson&Johnson. S 16 leti se je preselila v Argentino, da bi zadostila svoji želji, postati zvezda. Delala je kot Video Jockey na MTV. Leta 1995 pa je prvič nastopila v romantični  telenoveli Dulce Ana, kasneje je nastopila še v več drugih bolj ali manj uspešnih telenovelah.
V letu 1998 je nastopila v argentinskem filmu Argentinec v New Yorku, v katerem je upodobila ambiciozno najstnico, ki želi postati glasbena zvezda. Pri tem je ironično, da je takoj po filmu Natalia izdala svoj prvi glasbeni album z naslovom Natalia Oreiro. Na albumu je tudi skladba »Cambio dolor«, ki je postala uvodna skladba telenovele Muñeca Brava, ki je postala velika uspešnica v Argentini. Telenovela se je predvajala tudi v nekaterih evropskih državah in na srednjem vzhodu. V telenoveli je nastopala tudi Natalia, ki je bila za svojo vlogo dvakrat nominirana za nagrado Martin Fierro. V letu 2000 je postala popularna tudi v Rusiji in v Izraelu, vse zahvaljujoč nanizanki Muñeca Brava. V letu 2001 je nadaljevala s svojo glasbeno kariero in je izdala drugi album »Tu Veneno“. Nastopila pa je tudi na glasbenih festivalih »Gala de la Hispanidad«, »Gala de Murcia« (oboje v Španiji) in »Festival de la Calle 8« v Miamiju. Njen najpomembnejši uspeh v tem obdobju pa je bil nastop v Čilu na festivalu Viña del Mar 2000, na katerem je bila okronana za kraljico prireditve. Album »Tu Veneno« je bil nominiran za nagrado Latinski Grammy v kategoriji najboljša ženski vokalni pop album, vendar je nagrado prejela Christina Aguilera.
31. decembra 2001 se je poročila z Ricardom Mollo, pevcem argentinske rock zasedbe »Divididos«. Leta 2002 je izdala tretji album, »Turmalina«, isto leto je nastopila v telenoveli »Kachorra«. V letu 2006 je nastopila v zelo uspešni telenoveli »Sos mi vida« (razigrani par). V istem letu je nameravala izdati svoj 4. glasbeni album, vendar pa zaradi obveznosti v zvezi s serijo »Sos mi vida«, ki se je zavlekla dlje, kot je bilo načrtovano, tega ni mogla realizirati. Album naj bi izšel ob koncu letošnjega leta, trenutno pa je še brez naslova.